# Virslīga
Virslīga – najwyższa w hierarchii klasa męskich ligowych rozgrywek piłkarskich na Łotwie, będąca jednocześnie najwyższym szczeblem centralnym (I poziom ligowy), utworzona w 1992 roku i od samego początku zarządzana przez Łotewski Związek Piłki Nożnej (LFF). Zmagania w jej ramach toczą się cyklicznie (co sezon) i przeznaczone są dla 10 najlepszych krajowych klubów piłkarskich. Jej triumfator zostaje Mistrzem Łotwy, zaś najsłabsze drużyny są relegowane do 1. līgi (II ligi łotewskiej).

## Historia
Mistrzostwa Łotwy w piłce nożnej rozgrywane są od 1992 roku, po rozpadzie ZSRR. Wcześniej od 1921 roku organizowane mistrzostwa Łotwy każdego roku, z wyjątkiem sezonu 1940/1941 z powodu okupacji radzieckiej. Po wkroczeniu wojsk niemieckich dwa sezony odbyły się podczas II wojny światowej. W okresie od 1945 do 1991 rozgrywane mistrzostwa Łotewskiej SRR, a najlepsze kluby kraju uczestniczyły w mistrzostwach ZSRR. Niejednokrotnie zmieniał się format rozgrywek. Po odzyskaniu niepodległości w 1992 wystartowały rozgrywki Virslīgi. W latach 1992–2004 mistrzostwo kraju, 14 razy z rzędu, zdobył zespół Skonto Ryga, w 2005 roku jego hegemonia została przerwana przez Liepājas Metalurgs.

## System rozgrywek
Obecny format ligi zakładający podział rozgrywek na 4 koła obowiązuje od sezonu 2017.
Rozgrywki składają się z 28 kolejek spotkań rozgrywanych pomiędzy drużynami systemem kołowym. Każda para drużyn rozgrywa ze sobą cztery mecze – dwa w roli gospodarza, dwa jako goście. Od sezonu 2015 w lidze występuje 8 zespołów. W przeszłości liczba ta wynosiła od 8 do 12. Drużyna zwycięska za wygrany mecz otrzymuje 3 punkty (do sezonu 1992 2 punkty), 1 za remis oraz 0 za porażkę.
Zajęcie pierwszego miejsca po ostatniej kolejce spotkań oznacza zdobycie tytułu Mistrzów Łotwy w piłce nożnej. Mistrz Łotwy kwalifikuje się do eliminacji Ligi Mistrzów UEFA. Druga oraz trzecia drużyna zdobywają możliwość gry w Lidze Europy UEFA. Również zwycięzca Pucharu Łotwy startuje w eliminacjach do Ligi Europy lub, w przypadku, w którym zdobywca krajowego pucharu zajmie pierwsze miejsce w lidze – możliwość gry w eliminacjach do Ligi Europy otrzymuje również czwarta drużyna klasyfikacji końcowej. Zajęcie ostatniego miejsca wiąże się ze spadkiem drużyny do 1. līgi. Przedostatnia drużyna w tablicy walczy w barażach play-off z drugą drużyną 1. līgi o utrzymanie w najwyższej lidze.
W przypadku zdobycia tej samej liczby punktów, klasyfikacja końcowa ustalana jest na podstawie wyniku dwumeczu pomiędzy drużynami, w następnej kolejności, w przypadku remisu – na podstawie różnicy bramek w pojedynku bezpośrednim, następnie na podstawie ogólnego bilansu bramkowego osiągniętego w sezonie, większej liczby bramek zdobytych oraz w ostateczności za pomocą losowania.

## Skład ligi w sezonie 2025
| Uczestnicy poprzedniej edycji | Uczestnicy poprzedniej edycji | Uczestnicy poprzedniej edycji | Uczestnicy poprzedniej edycji |
| --- | ----------------------------- | ----------------------------- | ----------------------------- |
| RFS | FK RFS                        | Ryga                          | 1                             |
| BAR | Riga FC                       | Ryga                          | 2                             |
| AUD | FK Auda                       | Ķekava                        | 3                             |
| DAU | BFC Daugavpils                | Dyneburg                      | 5                             |
| MEL | FK Lipawa                     | Lipawa                        | 6                             |
| MET | FK Metta                      | Ryga                          | 7                             |
| TUK | FK Tukums 2000                | Tukums                        | 8                             |
| po barażach |                               |                               |                               |
| GRO | Grobiņas SC                   | Grobiņa                       | 9                             |
| Spadek z Virslīga 2024 |                               |                               |                               |
| VAL | Valmiera FC                   | Valmiera                      | 4                             |
| FKJ | FK Jelgava                    | Jełgawa                       | 10                            |
| Awans z 1. līga 2024 |                               |                               |                               |
| SNO | SK Super Nova                 | Ryga                          | 1                             |
| Oznaczenia: - kolumna pierwsza – skróty nazw drużyn, - kolumna trzecia – siedziba klubu, - kolumna czwarta – miejsce zajęte w poprzednim sezonie. |                               |                               |                               |

## Statystyka

### Tabela medalowa
Mistrzostwo Łotwy zostało do tej pory zdobyte przez 11 różnych drużyn. 6 z nich zostało mistrzami od wprowadzenia obecnych zasad rozgrywek od sezonu 1992.
Stan na po sezonie 2024.
| Lp. | Klub              | Miejsca na podium | Miejsca na podium | Miejsca na podium | Zwycięskie sezony                                 |   |   |                                                                                    |
| --- | ----------------- | ----------------- | ----------------- | ----------------- | ------------------------------------------------- | - | - | ---------------------------------------------------------------------------------- |
| Lp. | Klub              | 1.                | Skonto Ryga       | 14                | Zwycięskie sezony                                 | 5 | 2 | 1992, 1993, 1994, 1995, 1996, 1997, 1998, 1999, 2000, 2001, 2002, 2003, 2004, 2010 |
| 2.  | RFK Ryga          | 8                 | 5                 | 6                 | 1924, 1925, 1926, 1930, 1931, 1934, 1935, 1939/40 |   |   |                                                                                    |
| 3.  | Olimpija Lipawa   | 7                 | 8                 | 0                 | 1927, 1928, 1929, 1933, 1936, 1937/38, 1938/39    |   |   |                                                                                    |
| 4.  | FK Windawa        | 6                 | 6                 | 9                 | 2006, 2007, 2008, 2011, 2013, 2014                |   |   |                                                                                    |
| 5.  | ASK Ryga          | 3                 | 2                 | 5                 | 1932, 1942, 1943                                  |   |   |                                                                                    |
| 6.  | Riga FC           | 3                 | 3                 | 1                 | 2018, 2019, 2020                                  |   |   |                                                                                    |
| 7.  | FK RFS            | 3                 | 2                 | 2                 | 2021, 2023, 2024                                  |   |   |                                                                                    |
| 8.  | Metalurgs Lipawa  | 2                 | 8                 | 4                 | 2005, 2009                                        |   |   |                                                                                    |
| 9.  | Kaiserwald Ryga   | 2                 | 0                 | 0                 | 1922, 1923                                        |   |   |                                                                                    |
| 9.  | Spartaks Jurmała  | 2                 | 0                 | 0                 | 2016, 2017                                        |   |   |                                                                                    |
| 11. | FC Valmiera       | 1                 | 1                 | 1                 | 2022                                              |   |   |                                                                                    |
| 11. | FK Lipawa         | 1                 | 1                 | 1                 | 2015                                              |   |   |                                                                                    |
| 13. | Daugava Dyneburg  | 1                 | 0                 | 2                 | 2012                                              |   |   |                                                                                    |
| 14. | RAF Jełgawa       | 0                 | 3                 | 3                 |                                                   |   |   |                                                                                    |
| 15  | Wanderer Ryga     | 0                 | 2                 | 1                 |                                                   |   |   |                                                                                    |
| 16. | Daugava Ryga      | 0                 | 2                 | 0                 |                                                   |   |   |                                                                                    |
| 17. | Dinaburg Dyneburg | 0                 | 1                 | 2                 |                                                   |   |   |                                                                                    |
| 18. | JKS Ryga          | 0                 | 1                 | 1                 |                                                   |   |   |                                                                                    |
| 19. | LNJS Lipawa       | 0                 | 1                 | 0                 |                                                   |   |   |                                                                                    |
| 19. | Olimpija Ryga     | 0                 | 1                 | 0                 |                                                   |   |   |                                                                                    |
| 19. | VB Cesis          | 0                 | 1                 | 0                 |                                                   |   |   |                                                                                    |
| 22. | DAG Ryga          | 0                 | 0                 | 2                 |                                                   |   |   |                                                                                    |
| 22. | FK Ryga           | 0                 | 0                 | 2                 |                                                   |   |   |                                                                                    |
| 22. | LSB Ryga          | 0                 | 0                 | 2                 |                                                   |   |   |                                                                                    |
| 22. | Auda Ķekava       | 0                 | 0                 | 2                 |                                                   |   |   |                                                                                    |
| 26. | Amatieris Ryga    | 0                 | 0                 | 1                 |                                                   |   |   |                                                                                    |
| 26. | ASK Dyneburg      | 0                 | 0                 | 1                 |                                                   |   |   |                                                                                    |
| 26. | LJS Ryga          | 0                 | 0                 | 1                 |                                                   |   |   |                                                                                    |
| 26. | Union Ryga        | 0                 | 0                 | 1                 |                                                   |   |   |                                                                                    |
| 26. | US Ryga           | 0                 | 0                 | 1                 |                                                   |   |   |                                                                                    |